# Yarpole
Yarpole – wieś w Anglii, w hrabstwie Herefordshire. Leży 26 km na północ od miasta Hereford i 202 km na północny zachód od Londynu.